# Treårskrigen
Treårskrigen eller 1. Slesvigske Krig var en krig, der varede fra 1848 til 1850/1851. Den er i Tyskland også kendt som den Slesvig-Holstenske krig. Det var en dansk borgerkrig, der havde sin årsag i den spændte situation i den danske helstat i 1848.
De tysksindede, nationalliberale slesvig-holstenere krævede hertugdømmerne Slesvigs og Holstens løsrivelse fra Danmark og sammenslutning til en tyskpræget slesvig-holstensk stat. Den danske, nationalliberale ejderpolitik sigtede mod en adskillelse af hertugdømmerne. Dvs. at Slesvig som dansk skulle integreres mere eller mindre i Kongeriget Danmark, mens Danmark ville give afkald på det rent tyske Holsten (og Lauenburg).
Den slesvig-holstenske oprørshær kæmpede mod den danske regering. Samtidig var den en af 1800-tallets første nationalitetskrige. De storpolitiske interesser og Preussens indblanding gjorde krigen til et internationalt spørgsmål.

## Baggrund
Hertugdømmerne Slesvig og Holsten (siden 1814 også Lauenburg) var siden middelalderen i personalunion med Danmark, idet den danske konge herskede over de tre hertugdømmer. Hertugdømmerne og Kongeriget dannede helstaten. Alle enhederne styredes fra København, hvor administrationen var adskilt i det danske kancelli (med dansk forvaltningssprog for kongeriget) og det tyske kancelli (med tysk forvaltningssprog for hertugdømmerne). Slesvig var et kongeligt dansk len, hvorimod Holsten og Lauenburg var tyske len og medlemmer af det Tyske Forbund. Den danske konge repræsenterede således disse to tyske hertugdømmer i det Tyske Forbund, mens Slesvig og Danmark ikke var medlemmer. Statsretsligt var Holsten og Lauenburg ikke en officiel del af Danmark, men da den aldrende konge, Christian 8. den 8. juli 1846 udsendte et åbent brev, hvori han fastslog arvefølgen for Danmark, Slesvig og Lauenborg, samtidig med at han forsikrede, at helstaten ville blive bevaret som en enhed, provokerede det den tyske nationalisme.

### Historisk
Slesvig (Sønderjylland) blev tidligt i middelalderen forandret fra en dansk grænseegn til et hertugdømme. Hertugdømmet Slesvig havde i middelalderen været sprogligt og kulturelt dansk omtrent ned til Ejderen, Trenen og Dannevirke. I de følgende århundreder stredes de danske konger og de tyske lensmænd om magten i hertugdømmerne, men der var tale om en politisk, ikke en kulturel strid. Slesvig blev administreret overvejende på tysk, der efterhånden blev kultursproget og prægede regionen i stadig større grad, mens dansk (sønderjysk) mest var bøndernes sprog. Så længe statsmagten lå fast i kongens hænder, gav det ikke de store modsætninger, men da befolkningen krævede medindflydelse, viste det sig at danske og tyske i Slesvig havde forskellige interesser. Konkret udmøntede det sig i en konflikt i stænderforsamlingerne, hvor de tysksindede udvandrede i protest mod kongens åbne brev.

### Nationale modsætninger
I 1840'erne krævede nationalliberale bevægelser i hele Europa oprettelse af nationale stater med frie forfatninger. I Slesvig og Holsten var borgerskabet præget af tysk sprog og kultur, og det havde længe opfattet Slesvig og Holsten som en tysk del af den danske konges rige. De rådgivende stænderforsamlinger for Slesvig og Holsten var præget af tysksindede, og der kom et stigende krav om en selvstændig slesvig-holstensk stat. Først tænkt som et land i personalunion med Danmark, altså med fælles konge. Senere krævede de tysksindede Slesvigs optagelse i det tyske forbund og dermed en total løsrivelse fra Danmark, der i flere århundreder havde haft overhøjheden over området.
I Danmark var der to politiske lejre: de samlede sig om den konservative helstatspolitik og den nationalliberale Ejderpolitik. Helstatsfolkene ville bevare den dansk-tyske helstat med den danske konge som hertug i Slesvig og Holsten. Helstatsfolkene lagde vægt på statens sammenhæng, men deres politik tog ikke hensyn til de nationale modsætninger, der rent faktisk var opstået. Ejderfolkene ville have adskilt hertugdømmerne, så det tyske Holsten blev udskilt og fortsatte som medlem af det tyske forbund, mens Slesvig skulle forblive en del af kongeriget Danmark. Derved ville grænsen gå ved Ejderen, som i middelalderen havde været Danmarks principielle sydgrænse, om end den var uden praktisk betydning i de mange århundreder, hvor Holsten og Slesvig blev administreret sammen.

### Økonomi
Slesvig og Holsten var bedre økonomisk udviklet og mere velstående end kongeriget Danmark. Hertugdømmerne udgjorde ca. 2/5 af rigets befolkning, men finansierede 3/5 af statsudgifterne.[kilde mangler] Mange i den fremadstræbende middelklasse så deres fordel ved at blive knyttet til det tyske område. Danmark var endnu præget af fattigdommen efter statsbankerotten i 1813 og havde kun en beskeden industrialisering og et tilbagestående landbrug, som først i løbet af 1830'erne nåede det produktionsomfang, som landbruget havde haft før Napoleonskrigene. Befolkningen i hertugdømmerne så traditionelt ned på de fattige "jyder" i nord, som blev opfattet som en bremse for vækst og nytænkning.

## Optakt til krigen
Der er for få eller ingen kildehenvisninger i dette afsnit og derefter, hvilket er et problem. Du kan hjælpe ved at angive troværdige kilder til de påstande, som fremføres.

Kampen om Slesvigs status spidsede for alvor til da revolutionen fra Frankrig i februar 1848 spredte sig i Europa. I marts 1848 dannede kong Frederik 7. efter pres fra den danske befolkning det såkaldte martsministerium under ledelse af A.W. Moltke med det formål at udforme en demokratisk grundlov for Danmark. Dannelsen af et grundlovsgivende ministerium var direkte afledt af det slesvigske spørgsmål, da en repræsentant for de tysksindede slesvigske og holstenske stænderforsamlinger den 18. marts mødte op i København med et krav om løsrivelse af hertugdømmerne. I København betød det, at nationalliberale Ejderfolk kunne fjerne en del af kongens helstatsfolk fra deres ministerposter og overtage styringen af Danmark den 22. marts 1848. Den nye regering sendte den 24. marts deputationen fra Slesvig og Holsten tilbage med beskeden om, at Slesvig ikke kunne få løsrivelse fra Danmark, men en form for indre selvstændighed eller selvstyre. Holsten kunne derimod få "lige så meget frihed, det måtte ønske".

### Den provisoriske regering i Kiel
I mellemtiden sagde rygtet i Kiel at kongen var taget til fange af "pøbelen" i København. Centrale personer i den tyske, slesvig-holstenske bevægelse benyttede lejligheden til at gennemføre løsrivelsen af de to hertugdømmer. Den 23. marts 1848 udråbte tyske embedsmænd, officerer og borgere en provisorisk slesvig-holstensk regering i Kiel. Officielt blev den provisoriske regering oprettet som en konsekvens af udviklingen i København, da den påberåbte sig at repræsentere kongemagten, så længe kongen ikke havde handlefrihed. Der er ikke tvivl om, at oprørsregeringen i praksis ville indlemme Slesvig og dermed hele det slesvig-holstenske område i det tyske forbund, noget som den danske regering og konge aldrig ville tillade.
Der findes to historiske tolkninger af omstændighederne. Enten spillede forvirring og dårlig kommunikation virkelig den afgørende rolle, sådan at man i Kiel troede at revolutionen var brudt ud i København. Eller også blev rygterne et påskud, der gjorde det muligt for oprørerne at udnytte situationen med et skær af legitimitet og få folkelig opbakning.
Næste morgen, den 24. marts, udsendte den provisoriske regering en proklamation, der krævede Slesvig og Holsten sluttet sammen til én stat i personalunion med kongeriget Danmark. Den provisoriske regering erklærede det for sin opgave at forsvare hertugdømmerne og hertugen (kongen) mod overgreb. Budskabet var klart ikke-revolutionært. Det medvirkede til at oprørsregeringen blev anerkendt som legitim af de fleste statsembedsmænd og næsten alle købstæder i hertugdømmerne i løbet af den næste tid.
Oprørsregeringen i Kiel forventede at regeringen i København ville bekæmpe den med magt. Den opbyggede hurtigt en aktionsduelig hær: Det gjaldt om at sikre fæstningen Rendsborg, den stærkeste militærgarnison i den danske helstat med et stort våbenarsenal.

### Erobringen af Rendsborg
Samme morgen, den 24. marts kørte det ordinære tog fra Kiel over Neumünster til Rendsborg med soldaterne fra garnisonen i Kiel og 50 frivillige under kommando af den provisoriske regerings krigsminister, Frederik af Nør. Han var bror til hertugen af Augustenborg, som håbede på at blive regent af Danmark og hertugdømmerne efter den barnløse Frederik 7. Det blev imidlertid forpurret ved det såkaldte åbne brev af 1846, der fastlagde arvefølgen i Danmark og hertugdømmerne.
Den nyanlagte jernbane fra Neumünster til Rendsborg gik uheldigvis ind igennem fæstningens yderværker. Prinsen af Nør og hans folk kunne derfor køre med toget direkte ind i fæstningen, hvor de hurtigt besatte hovedvagten og andre vigtige punkter. Ved at ringe med brandklokken fik de samlet soldaterne – ubevæbnede – på fæstningens paradeplads. Prinsen af Nør, som var i dansk generalsuniform, holdt en tale, hvori han anførte, at han og den provisoriske regering i Kiel havde overtaget regeringsmagten i hertugdømmerne, fordi hertugdømmernes retmæssige regent, kongen i København, var holdt fanget af den københavnske pøbel. Officerer og soldater, som ønskede at rejse til Danmark, fik fri afmarch. De fleste officerer valgte at rejse mod nord, mens langt hovedparten af menige og underofficerer gik over til den slesvig-holstenske hær.
Regeringen i Kiel havde ingen flådefartøjer af militær værdi, så Danmark kunne regne med overherredømmet til søs.

## Krigens forløb
Efter overrumplingen af Rendsborg trængte de slesvig-holstenske tropper mod nord, men de blev slået tilbage den 9. april i slaget ved Bov. Resten af styrken flygtede tilbage til fæstningen i Rendsborg. Den danske hær fik kontrol over Slesvig ned til Ejderen.
Preussen og det Tyske forbund besluttede at komme oprørerne til hjælp, og under ledelse af den preussiske general Wrangel angreb 32.000 mand med 74 kanoner i slaget ved Slesvig de danske stillinger påskedag den 23. april 1848. Trods modstand lykkedes det ikke de ca. 10.000 danske med 32 kanoner at holde stillingen, og de trak sig tilbage til Als. Fra Als foretog Hedemann og F. A. Schleppegrell et angreb på Nybøl den 28. maj 1848. Denne sejr og Dybbøl den 5. juni vakte begejstring hos den danske befolkning, men modvilje hos stormagterne. På den anden side ville Rusland heller ikke tillade Preussen at gå over Kongeåen og ind i selve kongeriget. Kampene ebbede ud, og den 26. august sluttedes våbenhvile i Malmø.
I 1849 opsagde danskerne våbenstilstanden, og krigen blev genoptaget. Den danske hær bestod nu af 41.000 mand, mens tyskerne og slesvig-holstenerne kunne mønstre godt 65.000. Over for denne overmagt besluttede danskerne at trække sig nordpå. På årsdagen for slaget ved Slesvig led den danske hær nederlag i slaget ved Kolding, og de tyske forbundstropper besatte området til Århus. General Olaf Rye trak sin brigade ud på Mols og forskansede sig på Helgenæs, mens brigaden under de Meza forblev på Als.
I Fredericia var en styrke på 19.000 mand under kommando af oberst N.C. Lunding belejret af 14.000 oprørske slesvig-holstenere [kilde mangler]. Lunding fik tilladelse af overgeneral Bülow til at foretage et udfald fra Fredericia. Rye udskibede sine tropper fra Helgenæs til Fyn og videre til Fredericia, og de Mezas styrke blev i stilhed trukket til Fyn fra Als. Slaget ved Fredericia fandt sted den 6. juli 1849 og resulterede i en dansk sejr og general Ryes død. Nu blandede Rusland sig og truede med at bryde forbindelserne med Preussen, hvorefter Wrangel fik ordre til at rømme Jylland.
Preussen sluttede våbenstilstand med Danmark den 10. juni 1849. Den 2. juni 1850 undertegnede Preussen og Danmark og den 10. juli 1850 også det Tyske Forbund og Danmark en fredsaftale i Berlin.
De slesvig-holstenske styrker fortsatte krigen på egen hånd, uden støtte fra andre tyske stater, til de den 25. juli 1850 led et afgørende nederlag i det største slag i danmarkshistorien. Under Slaget på Isted Hede kæmpede ca. 36.000 danske soldater mod 26.000 slesvig-holstenere. Da slaget sluttede 12 timer senere var der 3.798 døde og sårede på den danske og 2.828 på den slesvig-holstenske side. Blandt de faldne var bl.a. general Schleppegrell og oberst Læssøe.
I oktober 1850 skete de sidste krigshandlinger, da de slesvig-holstenske tropper angreb først Mysunde og siden Frederiksstad, der blev ødelagt. Begge angreb endte uden succes.

## Krigens afslutning
Den 8. maj 1852 underskrev stormagterne Storbritannien, Rusland, Frankrig, Østrig og Preussen London-protokollen, der fastholdt status quo. Det danske overherredømme over Slesvig og Holsten blev fortsat garanteret. Men hertugdømmerne måtte hverken sluttes sammen med Danmark eller med hinanden. Først efter udstedelsen af London-protokollen kunne de civile myndigheder i den danske helstat genoptage kontrollen over hertugdømmerne.

## Slag i Treårskrigen
- 9. april 1848: Slaget ved Bov
- 23. april 1848: Slaget ved Slesvig
- 5. juni 1848. Slaget ved Dybbøl
- 5. april 1849: Slaget i Egernførde Fjord
- 23. april 1849: Slaget ved Kolding
- 7. maj 1849: Fægtningen ved Gudsø[8]
- 31. maj 1849: Rytterfægtningen ved Århus
- 6. juli 1849: Udfaldet fra Fredericia
- 25. juli 1850: Slaget på Isted Hede
- 12. september: 1850 Slaget ved Mysunde
- 4. oktober 1850: Stormen på Frederiksstad

### Uddybende noter
1. ↑  Ifølge lektor emeritus og cand.phil. ved Aarhus Universitet Erik Strange Petersen[3] var Treårskrigen "både en borgerkrig og en krig mellem Danmark og Det Tyske Forbund".[1]
2. ↑  Den 2. juli 1850 sluttede Danmark og Preussen en simpel fred, men den provisoriske regering i Slesvig-Holsten fortsatte krigen på egen hånd til oktober 1850; det var først efter pres fra Det Russiske Kejserrige, Østrig-Ungarn og Preussen, at den provisoriske regering og dens hær endeligt blev opløst i januar 1851.[1]